# Chalmerstunneln
Chalmerstunneln är en spårvägstunnel i Johanneberg, Göteborg, som byggdes år 2000 till en kostnad av 188 miljoner SEK. Längd 1050 m och stigningen är 24 promille. Öppnad för allmän trafik 10 februari 2002. Tunneln är egentligen två parallella tunnlar med enkelspår, vilket i praktiken är en dubbelspårig tunnel. Mellan tunnlarna finns det sex evakueringstunnlar, eller tvärtunnlar.
Det uppåtgående tunnelrörets spår har två signalreglerade spårblock och tillåter två spårvagnar att gå uppför. Det nedåtgående röret har endast en blocksträcka. Teoretiskt kan alltså tre spårvagnar trafikera tunneln samtidigt, i praktiken blir det ytterst sällan mer än två spårvagnar, en uppför och en nedför. Chalmerstunneln trafikeras tidtabellsmässigt av linjerna 6, 8 och 13. Därutöver förekommer det extravagnar och Ringliniens abonnemang. Spårvägssällskapet Ringlinien undviker att trafikera tunneln nedför med sina äldsta spårvagnar, man befarar att värmeutvecklingen i motstånden blir för stor under en längre sträcka med motståndsbroms, eftersom dess kylning kan vara försämrad inne i tunneln. Att köra uppför gör man däremot gärna. 
Tunneln förbinder Södra Vägen med Aschebergsgatan där Chalmers tekniska högskola ligger. Den är en del av den planerade spårvagnsringleden Kringen. Tunneln gör det lättare att ta sig mellan å ena sidan Chalmers och Sahlgrenska och å andra sidan Korsvägen, Mölndal, Kungsbacka, Örgryte. Bortåt 20 000 personer arbetar eller studerar i Chalmers eller Sahlgrenska med omgivning.
Koordinater:
- Västra änden: 57°41′25″N 11°58′25″Ö / 57.69028°N 11.97361°Ö
- Östra änden: 57°41′35″N 11°59′22″Ö / 57.69306°N 11.98944°Ö